# Zehntscheune

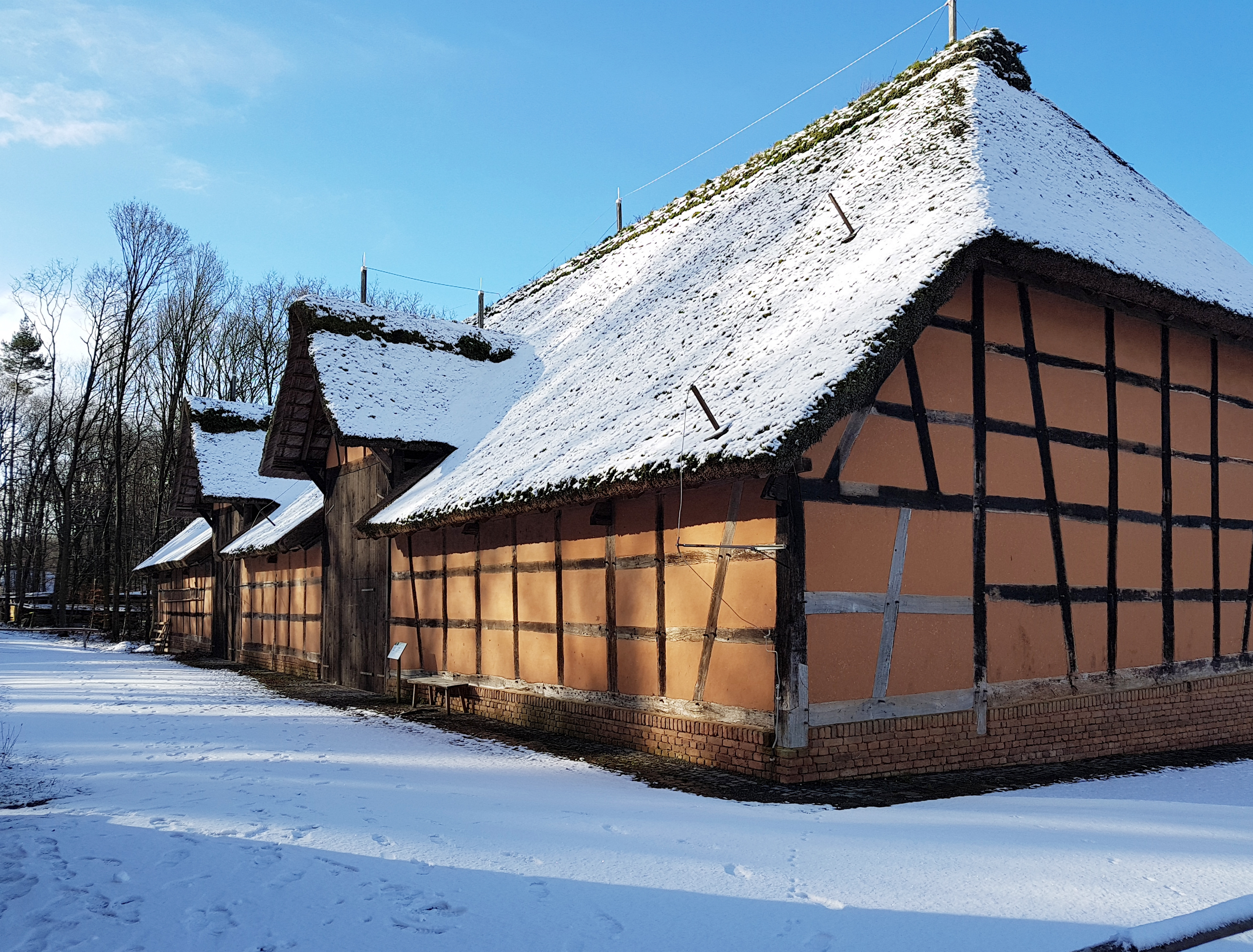
Zehntscheune aus Sechtem im LVR-Freilichtmuseum Kommern

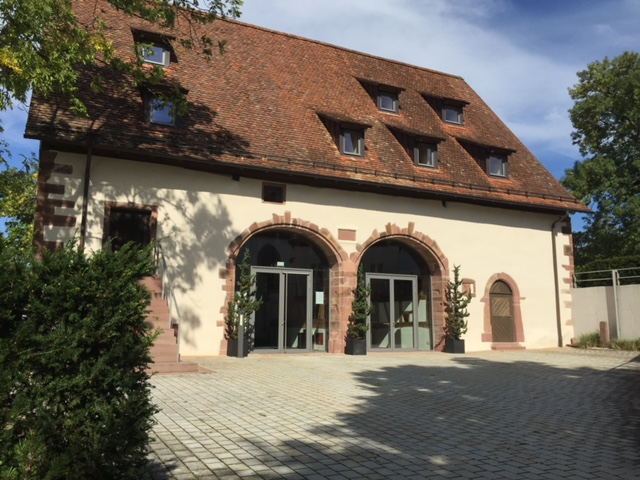
Zehntscheune in Friolzheim, Enzkreis

Als Zehntscheune oder Zehntscheuer wurde ein Lagerhaus zur Annahme und Aufbewahrung der Naturalsteuer (Zehnt) bezeichnet. In Bayern wird häufig der Begriff Zehntstadel verwendet. In Luxemburg spricht man von Zéintscheier oder Zéngtscheier.
Häufig handelt es sich um Klosterscheunen, die ursprünglich im Eigenbetrieb der Klöster oder durch Grangien gebraucht wurden. Das Wort „Grangie“ leitet sich indirekt von lateinisch grangarium (Getreidespeicher) ab. Auch herrschaftliche Domänen und adlige Güter bedienten sich derartiger Scheunen. Herrschaftliche Keller zur Lagerung der jährlichen Weinabgaben hießen Zehntkeller.

## Geschichte

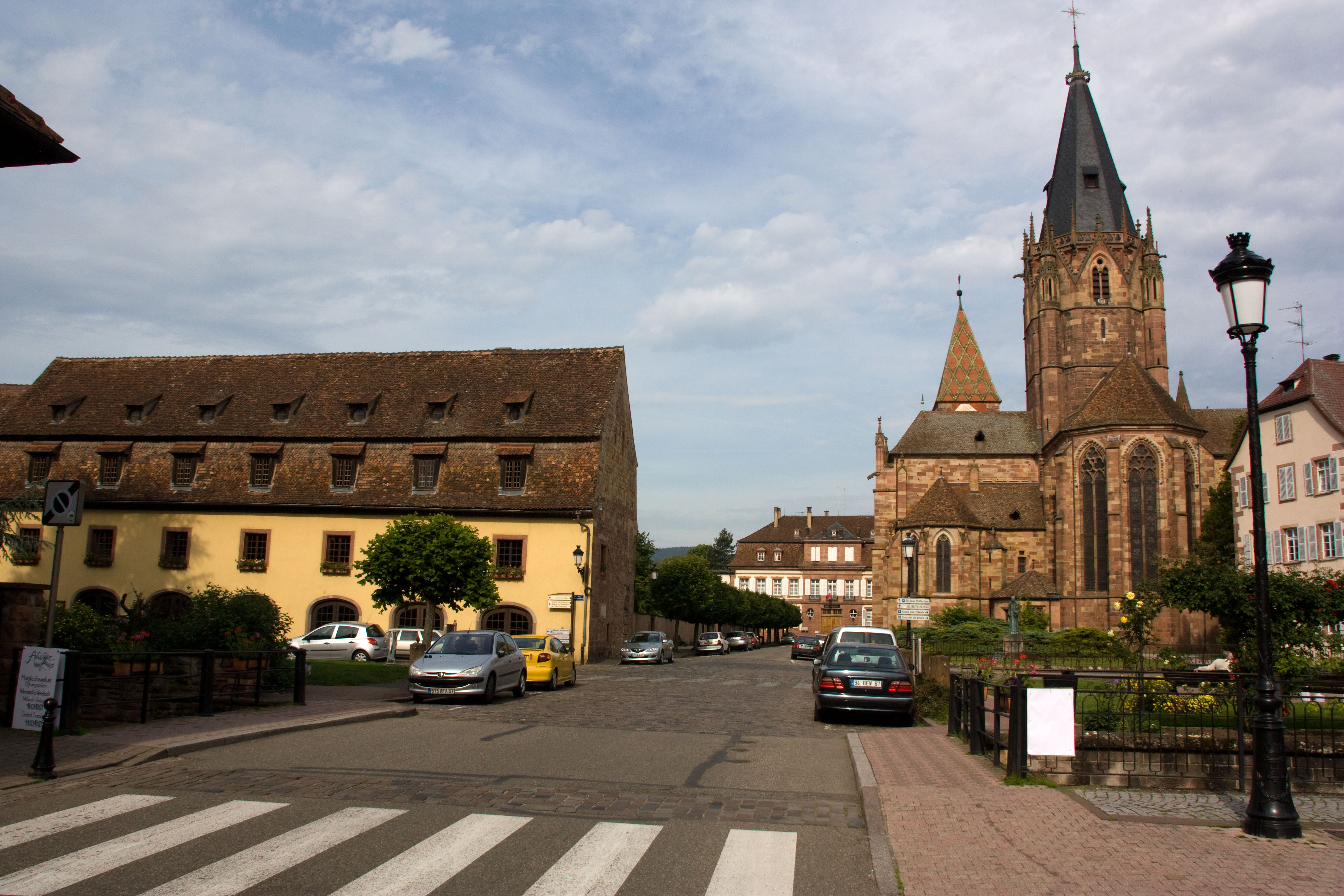
Größenvergleich: Zehntscheuer und Kirche in Wissembourg, Elsass

Zehnt- und Klosterscheunen gab es bereits im Frühmittelalter. Frühe Beispiele findet man auf dem Klosterplan der Fürstabtei St. Gallen im frühen 9. Jahrhundert. Die dreischiffige Scheune wurde erst im 12. oder 13. Jahrhundert entwickelt. Zu ihren Vorläufern gehören die eisenzeitliche Halle, die hochmittelalterliche Fest- und Markthalle sowie das römische horreum.
Dafür ließen die Zehntherren an geeigneten Stellen, wo man die Naturalabgaben am besten und sichersten einsammeln und aufbewahren konnte – in oder bei ihrer Burg, auf einem ihnen gehörigen Gut, Zehnthof oder Pfleghof, in einem zehntpflichtigen Ort, in einer nahen Stadt – spezielle große Scheunen erbauen. Vielfach waren sie nach oder sogar vor der Kirche die größten Bauwerke des Orts, nicht nur weil sie erhebliche Mengen an verschiedenen Naturalabgaben aufnehmen mussten, sondern auch weil sie den Herrschaftsanspruch der Zehntherren vor Ort dokumentierten. In ihrer architektonischen Vielfalt spiegeln Zehntscheunen regionale und epochale Unterschiede in Baustil und -material wider, ebenso wie die unterschiedliche Wirtschaftskraft ihrer Bauherren.
Erhaltene Zehntscheuern stehen inzwischen häufig unter Denkmalschutz. Sofern sie weiterhin unter öffentlicher Trägerschaft stehen, wurde die Nutzung wenn möglich an heutige Bedürfnisse angepasst. Auf diese Weise wurden sie zu Kultur- und Gemeindezentren, Museen und Versammlungsorten.

## Verbreitung
Zehntscheunen oder Grangien gab es hauptsächlich in Mitteleuropa. In England gibt es viele; in Schottland oder Irland sowie in Skandinavien, Italien oder Spanien sind sie weitgehend unbekannt. In einigen wenigen Orten Spaniens existierten allerdings städtische Lagerhäuser (pósitos) zur Versorgung der Armen oder für Notzeiten.

## Heutige Nutzung

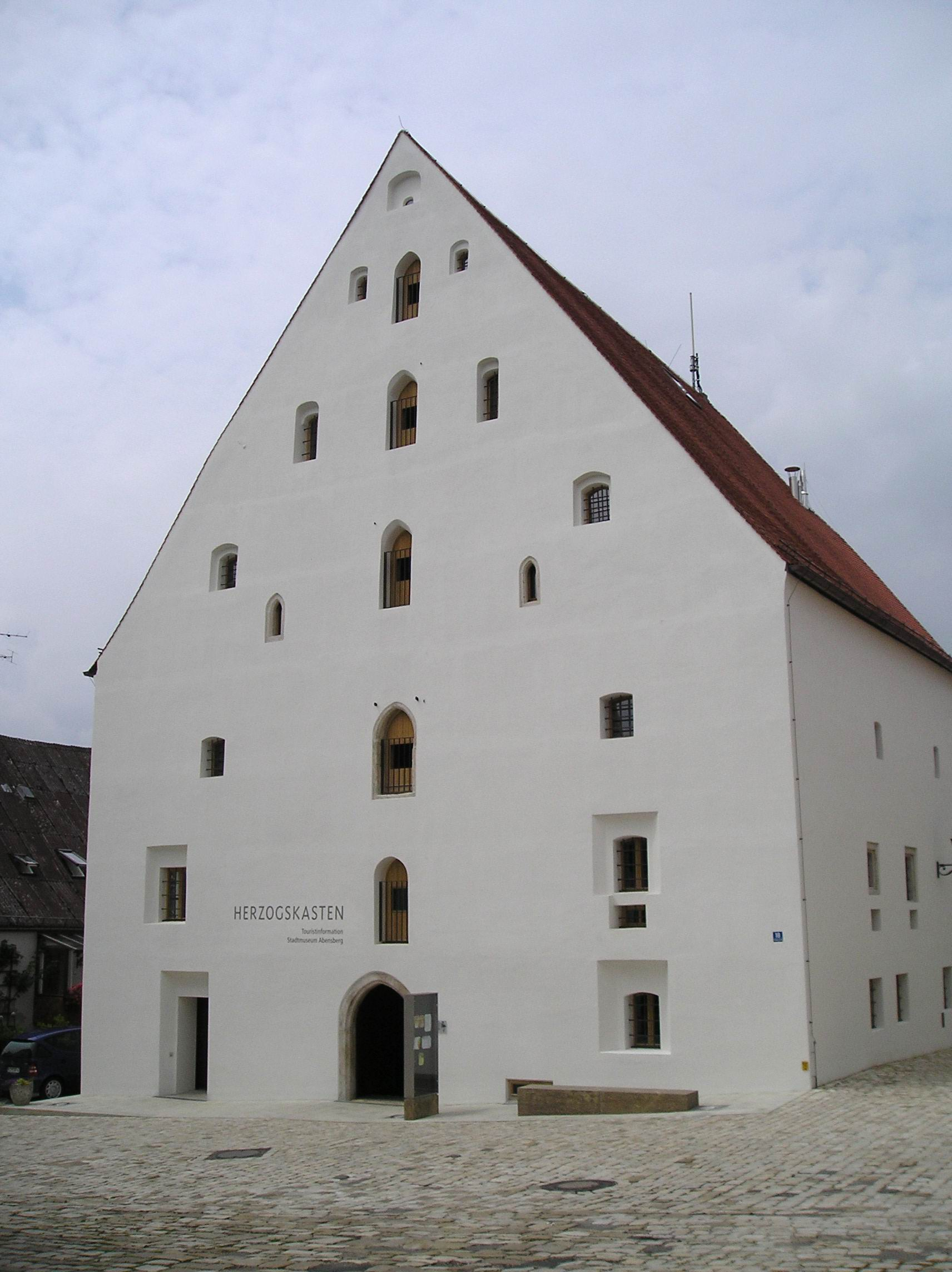
Herzogskasten in Abensberg

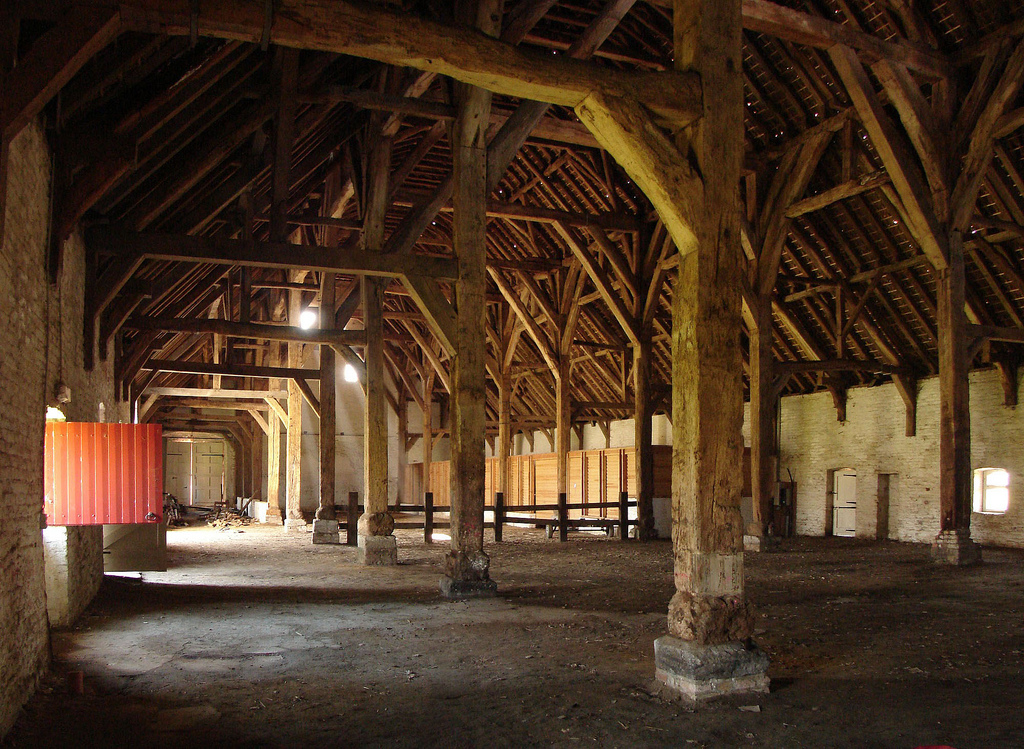
Innenansicht der Zehntscheune im belgischen Kloster Ter Doest

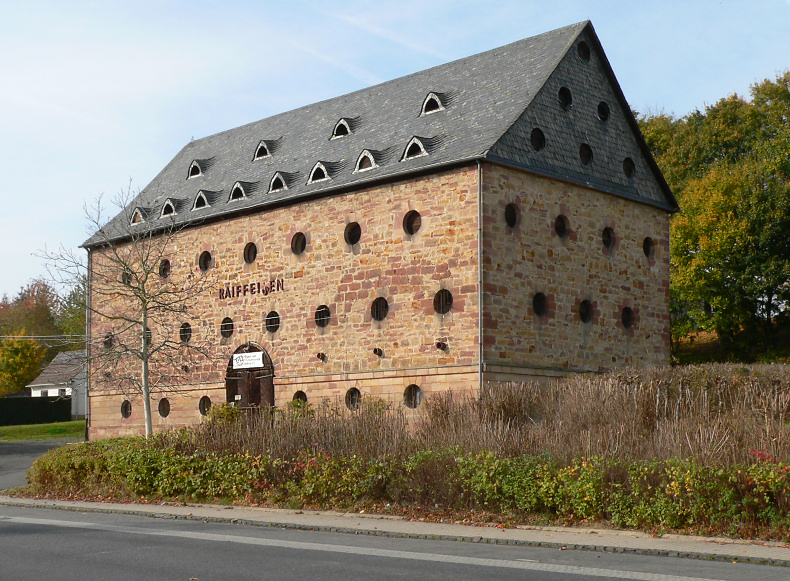
Zehntscheune in Jesberg, Hessen, heute teils Getreidescheune, teils Museum

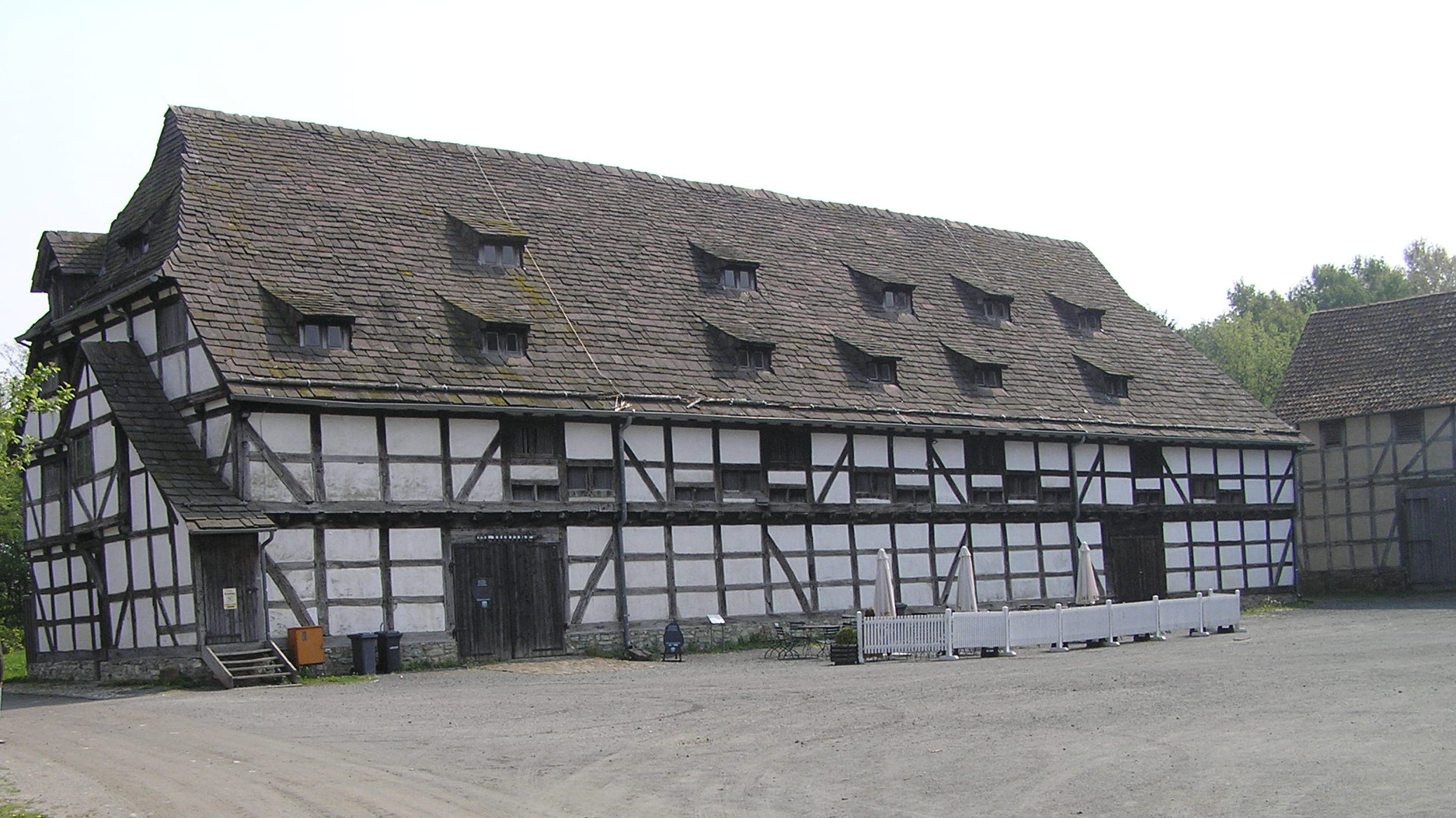
Zehntscheune von Trendelburg, heute im Freilichtmuseum Hessenpark

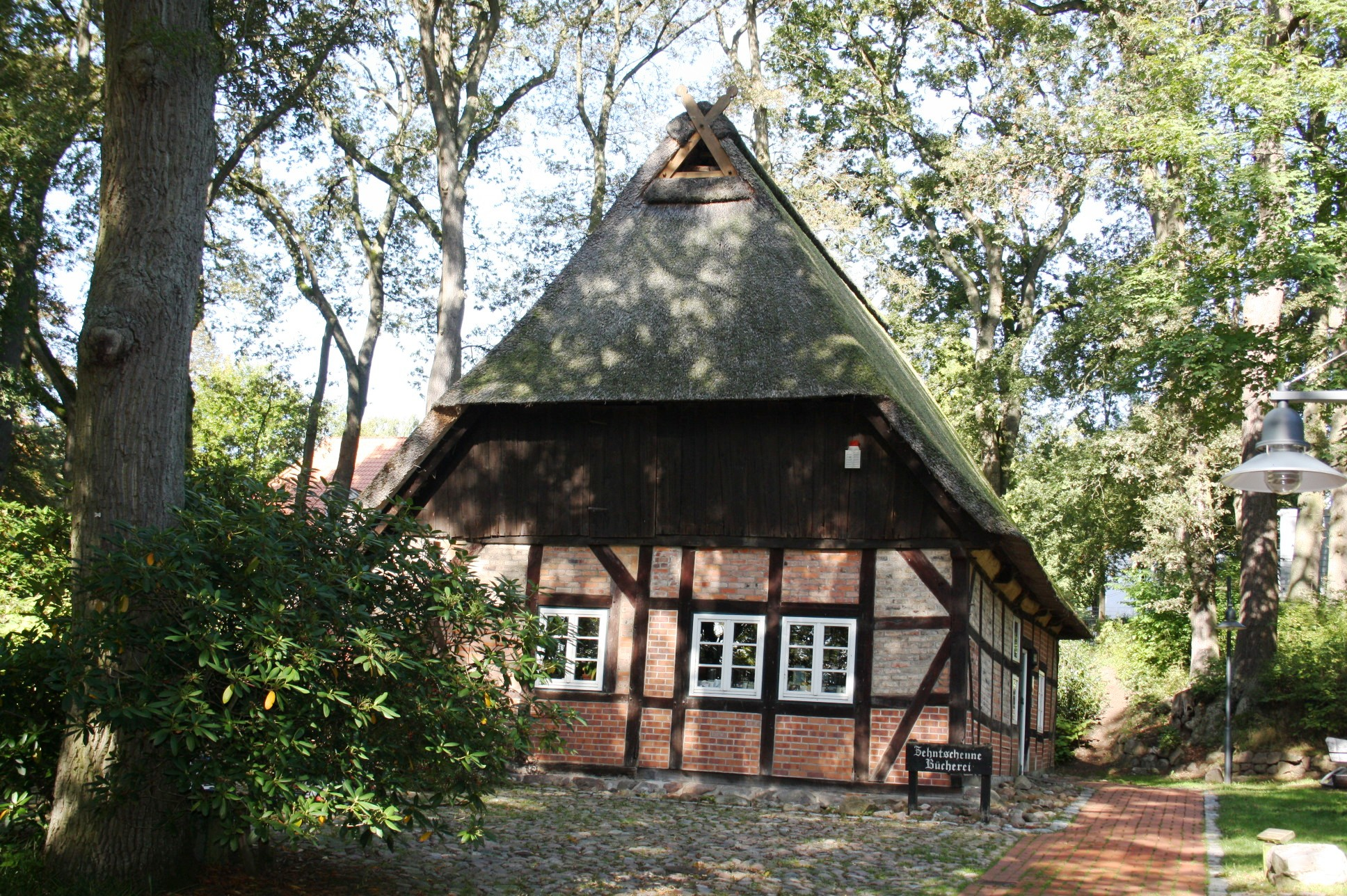
Zehntscheune in Jesteburg, Niedersachsen

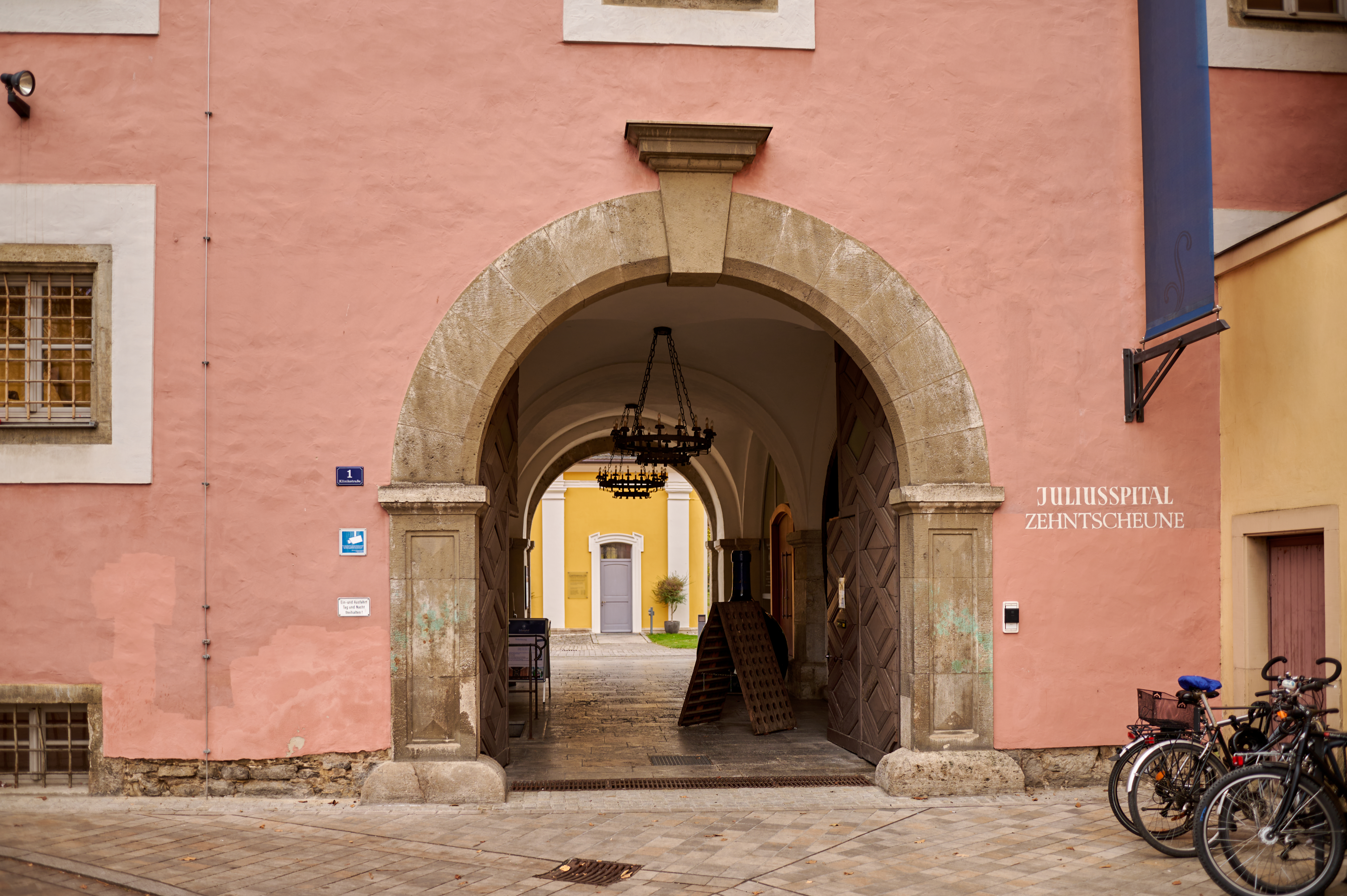
Zehntscheune Juliusspital in Würzburg

Mehrere noch erhaltene ehemalige Zehntscheuern befinden sich heute in Privatbesitz und werden als Veranstaltungsorte, Restaurants, Verkaufsstellen etc. genutzt. Andere stehen in öffentlichem Eigentum und werden heute für kulturelle Zwecke (Theater, Museum, Bibliothek) genutzt; wieder andere wurden zu Wohnhäusern umgebaut. Beispiele:
- Herzogskasten (Abensberg) (Stadtmuseum)
- Zehntscheuer in Ahrweiler (Pfarrheim)
- Zehntscheuer in Ammerbuch (Kulturzentrum)
- Zehntscheuer in Amorbach (Kleinkunstbühne)
- Zehntscheune (Bad Orb)
- Zehntscheuer in Balingen (Heimatmuseum)
- Zehentstadel (Beratzhausen)
- Zehntscheune auf Burg Lichtenberg (Pfalz): Sitz des Musikantenland-Museums
- Zehntscheuer in Böblingen (Museum)
- Zehntscheune (Buchen im Odenwald), Stadtarchiv u. a.
- Zehntscheune im Museumsdorf Cloppenburg
- Zehntscheuer in Darmstadt
- Zehntscheuer in Deizisau (Begegnungsstätte)
- Zehntscheune in Detmold (Lippisches Landesmuseum)
- Zehntscheune in Dringenberg
- Zehntscheune in Dieburg
- Zehntscheune in Eicks (Café)
- Zehntscheune (Frickenhausen am Main)
- Zehntscheune in Friolzheim (Veranstaltungs- und Bürgerhaus)
- Zehntscheune in Frankfurt-Praunheim (Vereinshaus)
- Zehntscheune in Freden (Kultur- und Veranstaltungsstätte)
- Zehntscheuern in Gernsbach (für kulturelle Veranstaltungen genutzt und gelegentlich zur Besichtigung geöffnet)[6][7]
- Zéintscheier in Grevenmacher (Luxemburg) (Jugendbegegnungsstätte)
- Zehntscheuer in Guggenmühle (Hohentengen am Hochrhein) (Gästehaus, Gaststube)
- Zehntscheune in Hanau-Steinheim (Eventlocation, Veranstaltungshaus, Ausdrucksmalen, Zeichenkurse)
- Zehntscheuer in Heidelberg (Hörsaalgebäude der Universität Heidelberg)
- Zehntscheuer in Heimsheim (Stadtbücherei)
- Zehntscheuer in Hemsbach (Restaurant, Biergarten, Bar)
- Zehntscheune in Jesberg (Teils noch in Nutzung als Kornscheune, teils als Heimatmuseum)
- Zehntscheune in Jesteburg (Bücherei)
- Herzogskasten (Kelheim) (Archäologisches Museum der Stadt Kelheim)
- Zehntscheune (Kirchhausen) (Sommerhalle)
- Zehntscheune (Freilichtmuseum Kommern)
- Zehntscheuer in Kronberg im Taunus (Kleinkunstbühne & Cafe-Restaurant)
- Zehentstadel (Kronburg)
- Zehntscheune in Kronenburg
- Zehntscheune im Langheimer Amtshof in Kulmbach (Akademie für Neue Medien)
- Zehntscheune in Lindenfels (Lindenfelser Museum)[8]
- Zehntscheune in Lorsch (Kloster Lorsch; Schaudepot)
- Zehntscheune (Merkendorf) (Heimat- und Krautlandmuseum)
- Zehntscheuer in Michelstadt (Odenwaldmuseum)
- Zehntscheune in Millen (Selfkant)
- Zehnthaus in Odendorf[9]
- Zehntscheuer in Ravensburg (Kleinkunstbühne)
- Zehntscheuer in Rottenburg am Neckar (Kulturzentrum)
- Zehntscheune in Steinsfeld (Kleinkunstbühne)
- Zehntstadel (Sulzbach-Rosenberg)
- Zehntscheune in Volkach heute Wohnhaus Badgasse 2, Schulgasse 1 (Volkach)
- Zehntscheune der Stiftung Juliusspital Würzburg in Würzburg[10]